# Requienia
Requienia — вимерлий рід викопних морських молюсків, морських двостулкових молюсків ряду Hippuritida родини Requieniidae. Ці рудисти жили в Крейдяному періоді, від валанжинського віку (136,4–140,2) до кампанського віку (70,6–83,5 млн років тому).

## Поширення
Цей рід зустрічається в крейдяному періоді Албанії (колекція), Хорватії, Франції, Німеччини, Угорщини, Іраку, Італії, Мексики, Оману, Португалії, Сербії та Чорногорії, Іспанії, Швейцарії, Туреччини, України, США, Венесуели; Юра Угорщини.

## Види
- Requienia ammonia
- Requienia migliorinii
- Requienia renevieri

## Зовнішні посилання
- Універсальний біологічний індексатор
- Назви організмів
- Палеобіологічна база даних
- Сепкоскі, Інтернет-база даних роду Джека Сепкоскі